# Kyle McFadzean
Kyle John McFadzean (ur. 20 lutego 1987 w Sheffield) – angielski piłkarz występujący na pozycji środkowego obrońcy w Blackburn Rovers.

## Kariera klubowa

### Sheffield United
McFadzean jest wychowankiem Sheffield United. Swój profesjonalny debiut zaliczył 20 września 2005, jako zmiennik w meczu Pucharu Ligi Angielskiej przeciwko Shrewsbury Town.

### Alfreton Town
W lipcu 2007 przeszedł do Alfreton Town grającego w Conference North na zasadzie wolnego transferu.

### Crawley Town
20 sierpnia 2010 McFadzean dołączył do Crawley Town za nieujawnioną kwotę. Dzień później, 21 sierpnia, zaliczył swój debiut w barwach nowego klubu jako zmiennik w meczu ligowym przeciwko Altrincham. Debiutancki sezon McFadzeana Crawley zakończyło na 1. miejscu w tabeli Conference Premiere, uzyskując awans do EFL League Two. Sam piłkarz znalazł się w Jedenastce Sezonu Conference Premiere na sezon 2010–11.

### MK Dons
20 czerwca 2014 McFadzean przeszedł do Milton Keynes Dons za nieujawnioną kwotę, podpisując z klubem dwuletni kontrakt z opcją przedłużenia o kolejny rok. Zadebiutował 9 sierpnia 2014, w ligowym meczu przeciwko Gillingham. Zakończył się on zwycięstwem 4-2, a sam McFadzean strzelił jedną z czterech bramek.
Po spadku MK Dons z EFL League One na koniec sezonu 2015–16, McFadzean złożył prośbę o transfer, odmawiając też udziału w przedsezonowym treningu.

### Burton Albion
12 lipca 2016 McFadzean dołączył do Burton Albion za nieujawnioną kwotę, podawaną jako rekordową przez klub. Ligowy debiut zaliczył 6 sierpnia w meczu przeciwko Nottingham Forest zakończonym porażką 4-3. Pierwszego gola w barwach Burton strzelił 16 sierpnia, w zwycięstwie 3-1 przeciwko Sheffield Wednesday.

### Coventry City
9 maja 2019 McFadzean przeszedł do Coventry City w EFL League One, podpisując dwuletni kontrakt. Swój ligowy debiut zaliczył 3 sierpnia 2019 w wygranym 1-0 meczu z Southend United. Pierwszego gola dla Coventry strzelił 18 września 2020, w wygranej 3-2 przeciwko Queens Park Rangers.
Pomimo podpisania nowego, 1,5-letniego kontraktu w lutym 2023, niecały rok później – w styczniu 2024, został on rozwiązany za porozumieniem stron.

### Blackburn Rovers
31 stycznia 2024, po rozwiązaniu kontraktu z Coventry, McFadzean dołączył do Blackburn Rovers w EFL Championship, podpisując kontrakt obowiązujący do końca sezonu. Swój debiut zaliczył 10 lutego, w zwycięstwie 3-1 przeciwko Stoke City. 31 lipca 2024 McFadzean podpisał nowy, jednoroczny kontrakt z Blackburn.

## Kariera reprezentacyjna
W wrześniu 2009 McFadzean został powołany do reprezentacji Anglii C na mecz z Węgrami. W reprezentacji zagrał cztery razy, w tym przeciwko Polsce w listopadzie 2009.